# オン・ア・スロー・ボート・トゥ・チャイナ
「オン・ア・スロー・ボート・トゥ・チャイナ」（On a Slow Boat to China、ないし、(I'd Like to Get You on a) Slow Boat to China）は、フランク・レッサーが1948年に発表した、ポピュラー音楽の歌。
日本語では、「スロー・ボート・トゥ・チャイナ」、「中国行きのスロウ・ボート」などとされることもある。

## おもな歌唱/演奏
この歌は、広く知られたポップ・ミュージックのスタンダード曲となっており、ローズマリー・クルーニーとビング・クロスビーのデュエット（1958年のアルバム『Fancy Meeting You Here』に収録）や、エラ・フィッツジェラルド、ジョニ・ジェイムス、フランク・シナトラ、ディーン・マーティン、サミー・デイヴィスJr.、ジミー・バフェット、ファッツ・ドミノ、ライザ・ミネリなど、数多くのアーティストたちが録音を残している。
イギリスでは、最大のヒットとなったのは1959年に録音されたエミル・フォード・アンド・ザ・チェックメイツのバージョンで、全英シングルチャートで最高3位まで上昇した。
ロニー・ダヴは、1966年のアルバム『Ronnie Dove Sings the Hits for You』にこの曲を収録した。
ベット・ミドラーとバリー・マニロウは、ローズマリー・クルーニーの持ち歌をカバーしたミドラーの2003年のアルバム『Bette Midler Sings the Rosemary Clooney Songbook』にこの曲を収録した。
『マペット・ショー』のある回では、ミス・ピギーが俳優のロジャー・ムーアと一緒にこの歌を歌った。
ポール・マッカートニーは、フランク・レッサーを讃えて、この曲を歌ったことがある。
この曲はジャズのインストゥルメンタル曲としても盛んに取り上げられ、スウィング・ジャズのスタイルでベニー・グッドマンがヒットさせたほか、モダン・ジャズではソニー・ロリンズなどが演奏した。

### ヒット作となった録音
| アーティスト                                                              | レーベル    | カタログ番号 | ビルボード初登場 | 週数 | 最高位 | 注記                                                                 |
| ------------------------------------------------------------------------- | ----------- | ------------ | ---------------- | ---- | ------ | -------------------------------------------------------------------- |
| ケイ・カイザーと彼の楽団（ボーカル：ハリー・バビットとグロリア・ウッド）  | コロムビア  | 38301        | 1948年10月15日   | 19   | #2     | このバージョンは、オーストラリアでは1949年にチャートの首位に立った。 |
| フレディ・マーティンと彼の楽団（ボーカル：Glenn Hughes と The Martin Men) | RCAビクター | 20-3123      | 1948年10月29日   | 17   | #5     | [ 5 ]                                                                |
| ベニー・グッドマン                                                        | キャピトル  | 15208        | 1948年11月12日   | 12   | #10    | [ 5 ]                                                                |
| アート・ランド                                                            | MGM         | 10269        | 1948年11月5日    | 9    | #13    | [ 5 ]                                                                |
| ラリー・クリントン                                                        | デッカ      | 24482        | 1948年11月26日   | 1    | #27    | [ 5 ]                                                                |

## 慣用句
フランク・レッサーの娘であるスーザン・レッサー (Susan Loesser) は、父親の伝記を1993年に出版しており、その中で次のように記している。

「君を中国行きのゆっくりとした船に乗せてみたい (I'd like to get you on a slow boat to China)」という言い回しは、ポーカーに興じる人々の間でよく知られていたフレーズで、いつも負けてばかりいるのに気前よく金を払う人に関して使われていました。私の父が、これをロマンティックな歌にして、この曲名をキャッチフレーズの表舞台に送り出したのは1947年でした。

中国行きのゆっくりとした船の旅は、想像可能な最も長い旅行であった。レッサーはこの慣用表現を、よりロマンティックな状況に置き換え、遂にはこれが、何であれ非常に長い時間を要するもの、という一般的な言い回しにまでしてしまった。

## さまざまなメディアにおける使用

### 映画とテレビ
- 映画『8+1⁄2 Women』では、この曲が多用された。
- ウッディ・アレンの映画『セプテンバー (September)』では、バーニー・レイトン（英語版）が演奏するこの曲が多用された。
- テレビドラマ『A Rather English Marriage』には、この曲が使用された。
- 映画『ザ・マスター (The Master)』には、この曲が使用された。
- アニメ『アドベンチャー・タイム (Adventure Time)』のエピソード「あの頃に戻りたい (Bad Timing)」では、ツリートランク（英語版）が、この歌の一部を短く歌う。
- BBCの長寿番組であるシットコム『アブソリュートリー・ファビュラス (Absolutely Fabulous)』のエピソード「Fish Farm」では、ジューン・ウィットフィールド（英語版）が演じる母親が、この歌の一部を短く歌う。
- ウェイン・ワン監督の1989年の映画『夜明けのスローボート (Eat a Bowl of Tea)』にも、この曲が使われている。
- シットコム『Only Fools and Horses』の1988年の特別編「Dates」の終末部では、テッサ・ピーク＝ジョーンズ（英語版）がこの曲を歌う。また、別のエピソード「Stage Fright」においては、アルバート・トロッター（英語版）がピアノでこの曲を演奏する。

#### 語句としての「a slow boat to China」ないしそれに準じる表現が取り上げられた事例
- ギャヴィン・ヤング（英語版）の出世作となったピレウスから広東までの旅行記の題名[9]。
- 中国・上海の作家陳丹燕（中国語版、英語版）の小説の題名『慢船去中国』。
- 村上春樹の短編小説の題名『中国行きのスロウ・ボート』。この小説を含む短編集『中国行きのスロウ・ボート』に収録された。後に英訳され短編集『象の消滅 (The Elephant Vanishes)』に収録された。
- クラッチの2003年のコンピレーション・アルバム『Slow Hole to China: Rare and Unreleased』に収録されたタイトル曲「Slow Hole to China」の曲名は、言葉遊びである。
- 映画『The Apartment』の中では「Boy I’d like to get her on a slow boat to China（おやおや、僕は彼女を中国行きのゆっくりとした船に乗せてみたいよ）」というセリフがある。
- ゲイリー・ニューマンのアルバム『ダンス (Dance)』に収録された「Slowcar to China」の曲名は、言葉遊びである。
- 上述の『Only Fools and Horses』の別のエピソードのタイトルは「Slow Bus to Chingford」といった。
- セイラー（英語版）の歌「Girls Girls Girls」には、「girls [...] Stepping on that slow boat to China」という歌詞がある。
- ロッカペラが歌ったテレビ番組『Where in the World Is Carmen Sandiego?』のテーマ曲の歌詞には、この言葉の駄洒落が盛り込まれている。